# Clifton (Bristol)
Clifton – dzielnica miasta Bristol w Anglii, w dystrykcie (unitary authority) Bristol. Również nazwa jednej z trzydziestu pięciu gmin miejskich, wchodzących w skład miasta. Położony na zachód od centrum miasta, graniczy z hrabstwem North Somerset. Leży nad rzeką Avon. W 2011 dzielnica liczyła 13 500 mieszkańców.

## Historia
Jedna z najstarszych części Bristolu. Długo istniał jako niezależne miasto. Clifton jest wspomniana w Domesday Book (1086) jako Clistone – osada na wzgórzu. W średniowieczu i czasach nowożytnych tu skupiał się handel, głównie tytoniem i niewolnikami. W XVIII wieku powstała tu luksusowa osada kupiecka. W latach 40. XIX wieku projektant i inżynier Isambard Kingdom Brunel zbudował tu wiszący most, będący do dziś symbolem dzielnicy.

## Zabytki
- Clifton Suspension Bridge, most zaprojektowany przez Isambarda Kingdom Brunela.
- Clifton College, zespół budynków edukacyjnych z XIX w.